# Macintosh Performa 6300
Le Performa 6300 remplaçait le 6200 avec un processeur plus rapide cadencé à 100 MHz au lieu de 75 MHz. Il était identique au 5300 à part qu'il n'avait pas d'écran intégré. Il était néanmoins vendu en bundle avec un écran 15 pouces Apple.
Plusieurs déclinaisons vinrent s'ajouter après quelques mois, qui différaient par leurs configuration de disque dur et de mémoire : le Performa 6260 intégrait un disque dur de 800 Mo et 8 Mio de mémoire, le Performa 6290 était identique à part le disque dur de 1,2 Go, et les 6300 et 6310 étaient dotés de 16 Mio de mémoire et d'un disque dur de 1,2 Go. Les deux premiers modèles étaient vendus sans écran contrairement aux deux autres. Le 6310 était identique au 6300 sauf qu'il n'était commercialisé qu'en Europe et en Asie.

## Caractéristiques
- processeur : PowerPC 603e 32 bit cadencé à 100 MHz
- bus système 64 bit à 40 MHz
- mémoire morte : 4 Mio
- mémoire vive : 8 Mio (6260, 6290) ou 16 Mio (6300, 6310'), extensible à 64 Mio
- mémoire cache de niveau 1 : 32 Kio
- mémoire cache de niveau 2 : 256 Kio
- disque dur IDE de 800 Mo (6260) ou 1,2 Go (6290, 6300, 6310)
- lecteur de disquette 1,44 Mo 3,5"
- lecteur CD-ROM 4x
- mémoire vidéo : 1 Mio de DRAM (mémoire vive dédiée)
- résolutions supportées :
  - 640 × 480 en 16 bits (milliers de couleur)
  - 800 × 600 en 8 bits (256 couleurs)
  - 832 × 624 en 8 bits (256 couleurs)
- slots d'extension :
  - 1 slot d'extension LC PDS
  - 1 slot comm
  - 1 slot entrée/sortie vidéo ou tuner TV
  - 2 connecteurs mémoire de type SIMM 72 broches (vitesse minimale : 80 ns)
- connectique :
  - 1 port SCSI (DB-25)
  - 2 ports série Din-8
  - 1 port ADB
  - sortie vidéo DB-15
  - sortie audio : stéréo 16 bit
  - entrée audio : mono 16 bit
- haut-parleur mono intégré
- dimensions : 10,9 × 32,0 × 41,9 cm
- poids : 8,6 kg
- alimentation : 55 W
- systèmes supportés : Système 7.5.1 à Mac OS 9.1